# Retagliado bianco
Retagliado Bianco ist eine autochthone, Weißweinsorte die auf Sardinien kultiviert wird. Sie wird meist mit Vermentino oder anderen lokalen Sorten verschnitten. Zu Anfang der 1990er Jahre wurde eine bestockte Rebfläche von 196 Hektar erhoben.
Auf Sardinien gibt es außerdem eine rote Rebsorte Retagliadu Nieddu. Dabei handelt es sich aber lediglich um ein Synonym für die Sorte Grenache.
Siehe auch den Artikel Weinbau in Italien sowie die Liste von Rebsorten.

## Synonyme
Retagliado bianco ist auch unter den Namen Arba luxi, Arretallace, Arretallau, Arrosto portedium, Bianca Lucida, Coa de Brebei, Erba luxi, Erbaluxi, Mara bianca, Rechiliau, Redagladu, Retagladu, Retagliada, Retagliadu biancu, Retagliadu francese Retazzadu, Retelau, Retellau, Retigliau, Ritelau, Rittadatu und Rotogliadu bekannt.

## Ampelographische Sortenmerkmale
In der Ampelographie wird der Habitus folgendermaßen beschrieben:
- Die Triebspitze ist grünlich mit sehr leicht rötlichem Anflug. Die grünen, leicht braunfarbenen Jungblätter sind spinnwebig behaart.
- Die mittelgroßen Blätter (siehe auch den Artikel Blattform) sind meist fünflappig und nur mittelstark gebuchtet. Die Stielbucht U-förmig offen. Der Blattrand ist spitz gesägt. Die Zähne sind im Vergleich der Rebsorten breit gesetzt. Die Blattoberfläche (auch Spreite genannt) ist glatt.
- Die konusförmige Traube ist mittelgroß und nur mäßig dichtbeerig. Die rundlichen oder leicht ovalen Beeren sind mittelgroß und von goldgelber Farbe. Die Beere ist dünnschalig, saftig und von neutralem Geschmack; der Saft ist farblos.

Retagliado bianco ist recht resistent gegen den Echten Mehltau. Anfällig ist die Sorte gegen den Falschen Mehltau. Die Erträge sind regelmäßig und hoch. 
Retagliado bianco reift ca. 40 Tage nach dem Gutedel und zählt somit zu den sehr spätreifenden Sorten.